# 皮奥尔纳尔
皮奥尔纳尔，是西班牙埃斯特雷马杜拉卡塞雷斯省的一个市镇。总面积36平方公里，总人口1543人（2001年），人口密度43人/平方公里。